# Paul Peeters
Pour les articles homonymes, voir Peeters.
Paul Peeters, né le 20 septembre 1870 à Tournai (Belgique) et mort le 18 août 1950 à Bruxelles, est un prêtre jésuite belge, bollandiste et président de la Société des bollandistes de 1941 à sa mort.

## Biographie

### Jeunesse et formation
Né le 20 septembre 1870 à Tournai de Jules Peeters et Marie de Brouwer, le jeune Paul Peeters entre dans la Compagnie de Jésus le 23 septembre 1887 à la fin de ses études secondaires au collège Notre-Dame à Tournai. Il fait son noviciat à Arlon et suit par après le cours traditionnel de la formation jésuite. Intelligent et polyvalent, il enseigne de 1893 à 1898 aussi bien les langues classiques (latin et grec) que le français et les mathématiques au juvénat de Tronchiennes.
À cette époque, et de sa propre initiative, il se met à l’étude du russe et de l’arménien et publie quelques essais sur le style et la psychologie de ces anciennes langues. Pour des raisons de santé il est envoyé terminer ses études de théologie à Beyrouth (Liban). Après son ordination sacerdotale (18 août 1901) il retourne à Beyrouth y étudier l’arabe à l’université Saint-Joseph (1902-1903). Revenu en Belgique il y fait son Troisième an et peu après se joint au groupe des bollandistes de Bruxelles (1904). Il y passera tout sa vie active.

### Bollandiste
Ayant suffisamment maîtrisé les langues orientales, il fait un inventaire des textes hagiographiques disponibles en syriaque, copte, éthiopien, arabe et arménien. À partir de 1911, il se met à l’étude des textes géorgiens car il pressent que, contrairement à l’opinion courante, les textes hagiographiques ne dérivent pas tous de textes originaux grecs. À ses yeux, cette opinion manque de fondement scientifique : c’est l’objet d’un de ses premiers articles qui font date dans l’histoire de l’hagiographie : Traductions et traducteurs dans l'hagiographie orientale à l'époque byzantine. Suivront d’autres articles dans le même domaine de recherche. Le tout culminera dans ce qu’il considère comme son ‘testament académique’, le livre Orient et Byzance publié à Bruxelles en 1950.
Sans cependant négliger l’hagiographie byzantine, il publie ainsi de nombreuses études d’hagiographie orientale dans les troisième et quatrième volumes du mois de novembre des Acta Sanctorum. Ce sont les premiers volumes de la volumineuse collection des Acta Sanctorum à inclure des textes en caractères géorgiens, arabes et éthiopiens, comme il l’avait déjà fait dans les Analecta bollandiana à partir de 1906.
Après avoir travaillé sous la direction d’Hippolyte Delehaye durant une trentaine d’années, il lui succède comme président de la Société des bollandistes en 1941.

### Historien
Peeters se fait également historien en 1937, pour la célébration du centenaire de la reprise de l’œuvre bollandiste par les jésuites belges, et le tricentenaire, en 1942, de la publication des deux premiers volumes des Acta Sanctorum. Il produit quelques ébauches biographiques de ses collègues défunts. En diverses circonstances il expose ses idées sur la recherche et la critique historique, donnant une place importante à l’intuition et l’inspiration, soulignant ainsi la dimension créative présente dans l’historiographie.
Sa spiritualité est plutôt tournée vers le moralisme que le mysticisme. Il est un conseiller prudent qui sait comment discerner et définir les droits et les devoirs les personnes et des institutions. Durant la Seconde Guerre mondiale (1939-1945), il offre un appui moral à ses compatriotes et vient à l’aide de nombreux réfugiés de l'Est européen.

### Reconnaissance publique
Ses réalisations scientifiques sont largement reconnues. En 1930 il est nommé avec Hippolyte Delehaye, consulteur de la section historique de la Congrégation Romaine des Rites et en 1942 membre étranger (correspondant) de l'Académie Pontificale romaine pour l’archéologie sacrée. Il est élu (1933) membre titulaire de l'Académie Royale de Belgique (Section des Belles-Lettres) et membre correspondant étranger (1945) de l'Académie des Inscriptions et Belles-Lettres de Paris. Il est fait docteur en théologie honoris causa de l'Université de Strasbourg (1946) et en philosophie et histoire orientale, de l'Université Catholique de Louvain (1947). En 1950, il reçoit à Bruxelles le Prix quinquennal des Sciences Historiques pour la période 1936-1940.
Paul Peeters meurt au collège Saint-Michel de Bruxelles le 18 août 1950.

## Œuvres
- Bibliotheca hagiographica orientalis, Bruxelles, 1910
- Évangiles apocryphes - L'Évangile de l'Enfance. Rédactions syriaques, arabe et arméniennes, 2 volumes, Auguste Picard éditeur, Paris, 1914
- Traductions et traducteurs dans l'hagiographie orientale à l'époque byzantine, dans Analecta bollandiana, , vol. 40, 1922, p. 241-298
- L'œuvre des Bollandistes, Bruxelles, 1942
- Figures bollandiennes contemporaines, Bruxelles, 1948
- Orient et Byzance, Bruxelles, 1950

Après sa mort une quarantaine de ses articles et essais furent rassemblés et publiés en deux volumes sous le titre de :
- Recherches d'histoire, de philologie et d'hagiographie orientales, 2 vol., Bruxelles, 1951